# Ahrenberg (Gemeinde Sitzenberg-Reidling)
Ahrenberg ist eine Ortschaft und eine Katastralgemeinde der Gemeinde Sitzenberg-Reidling im Bezirk Tulln in Niederösterreich. Die Ortschaft hat 155 Einwohner (Stand 1. Jänner 2024).

## Geografie
Das Dorf liegt nördlich von Sitzenberg an der nordöstlichen Flanke des Seelackenberges (348 m ü. A.), der mit dem Eichberg und dem Fuchsberg einige Nebengipfel beim Ort hat. Im Norden führen die Traismaurer Straße und die Tullnerfelder Bahn am Ort vorüber.

## Geschichte
Im Jahr 1822 wurde der Ort als Dorf mit 14 Häusern genannt, das nach Reidling eingepfarrt war und wohin auch die Kinder eingeschult wurden. Die Herrschaft St. Pölten besaß die Ortsobrigkeit, die Landgerichtsbarkeit übte die Herrschaft Herrschaft Plankenstein aus und die Konskription besorgte die Herrschaft Sitzenberg. Die Herrschaften Herzogenburg, Sitzenberg und St. Pölten verfügten in Ahrenberg über Untertanen und Grundholde.
Im Jahr 1938 war laut Adressbuch von Österreich in Ahrenberg ein Dachdeckerbetrieb ansässig.

## Sehenswürdigkeiten

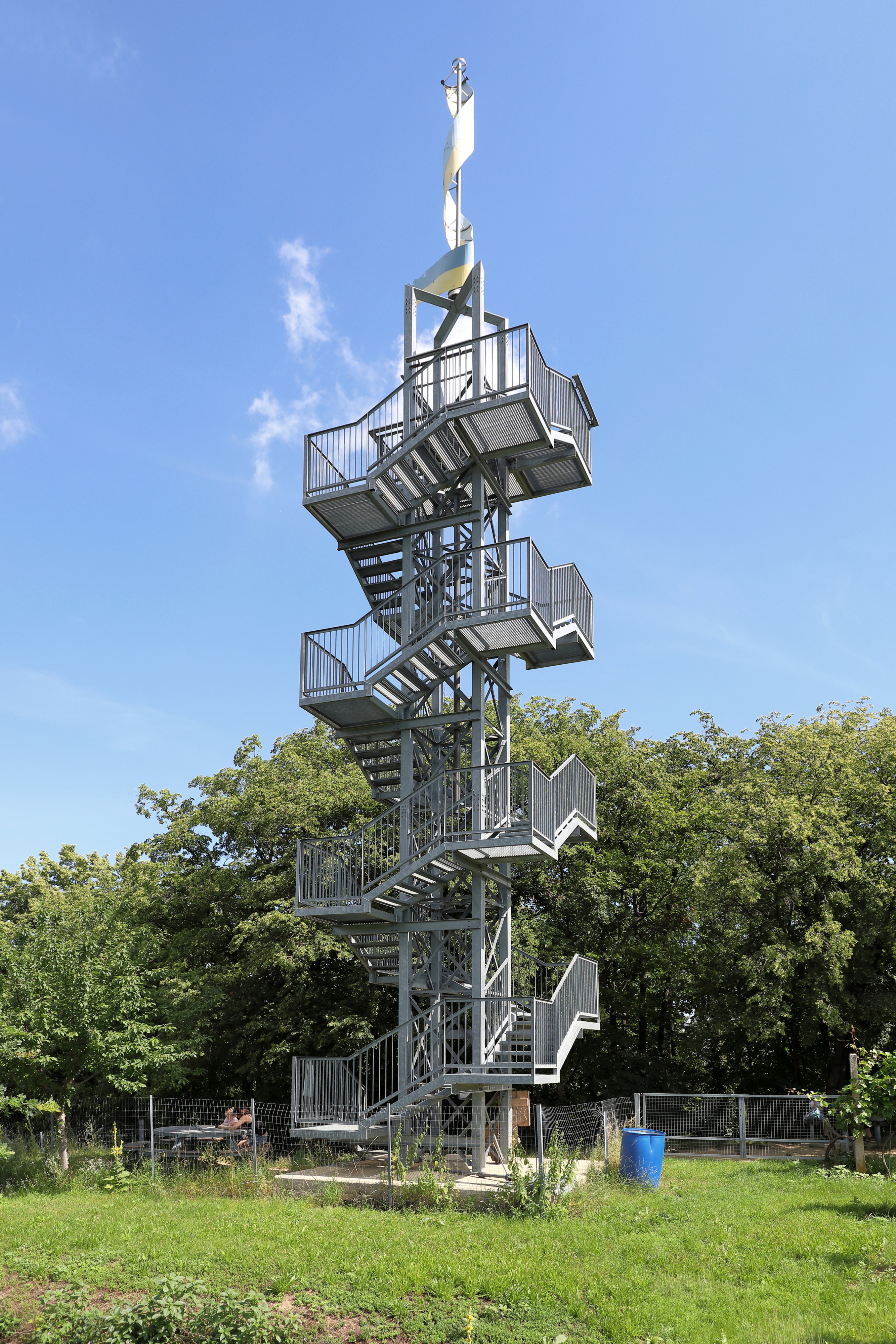
Der „Korkenzieher“ bei Ahrenberg

- Warte Korkenzieher auf dem Fuchsberg westlich oberhalb des Ortes
- Eichberger Kellergasse, aus 66 Gebäuden, erstreckt sich unterhalb des Eichberges

## Persönlichkeiten
- Gebhard König (* 1950), Historiker und Direktor der Niederösterreichischen Landesbibliothek